# André Laurent
André René Robert Laurent (14 febbraio 1931) è un ex nuotatore ed ex pallanuotista belga, che ha disputato le Olimpiadi di Helsinki 1952 e di Tokyo 1964, gareggiando nel torneo di pallanuoto, e quelle di Melbourne 1956 come nuotatore, gareggiando nei 100m sl.